# 할루슈키

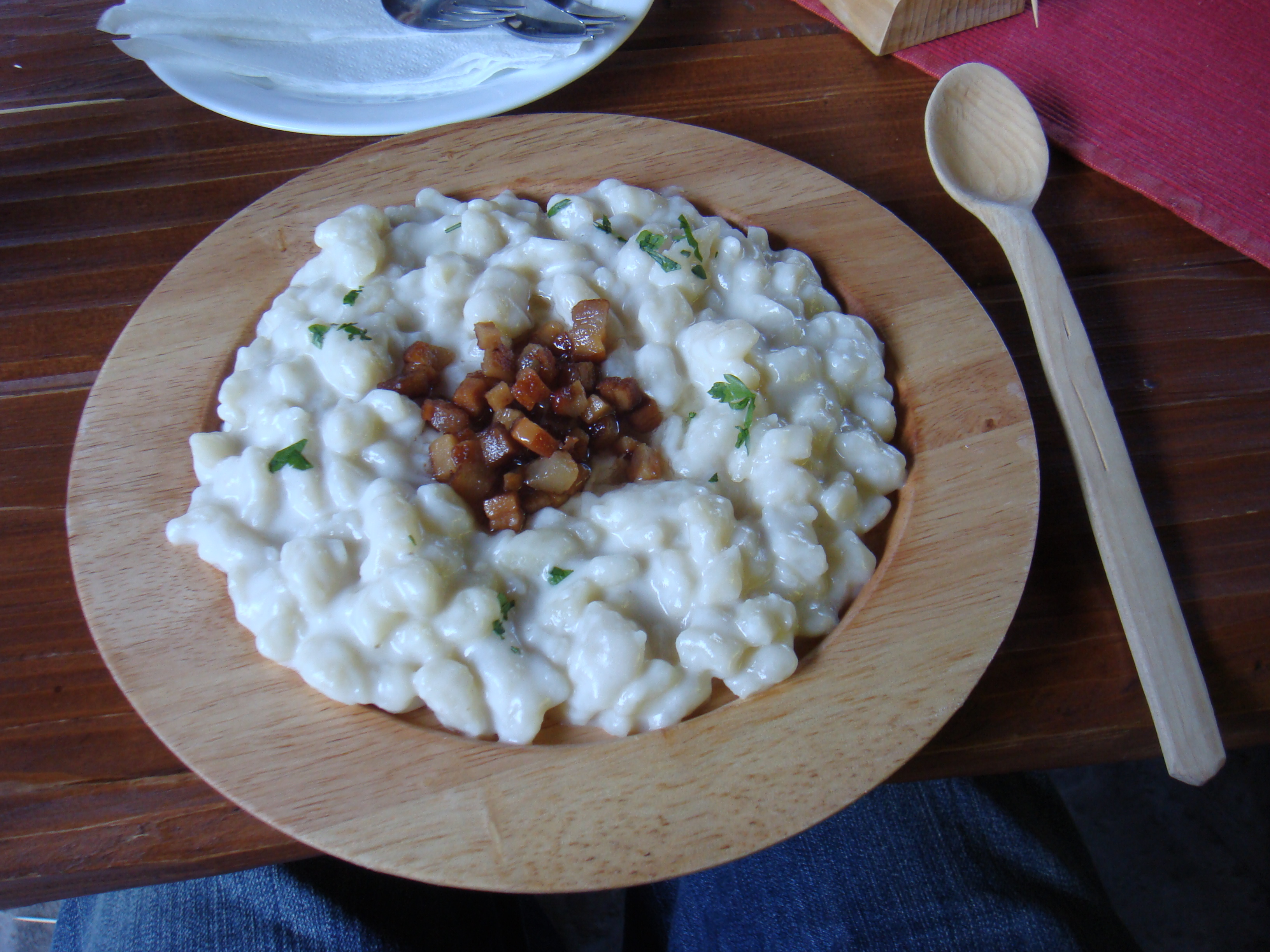
베이컨과 함께 요리한 할루슈키

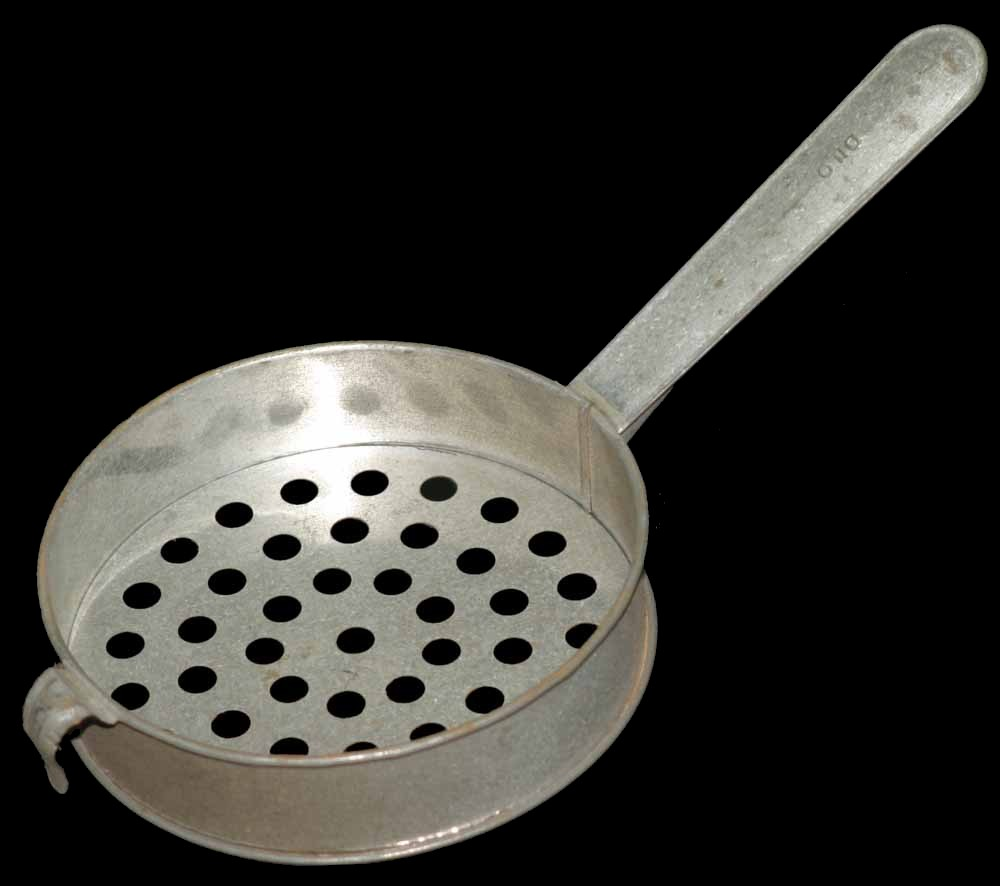
할루슈키를 거르는 체

할루슈키(Halušky) (/ɦaluʃki/, 슬로바키아어: haluška, 헝가리어: galuska, 루마니아어: găluşcă, 우크라이나어: галушка)는 파스타의 일종으로 두껍고 부드러우며 경단의 형태로 먹기도 한다. 슬로바키아, 크로아티아, 폴란드, 우크라이나, 루마니아, 헝가리 등 중앙 유럽과 동부 유럽 국가들에서 즐겨 먹는 음식 재료이다. 모양은 일정치 않으며 밀가루나 감자 반죽을 이용한다.
할루슈키는 단순히 빵 조각을 의미하기도 하고 요리 자체를 의미할 수도 있다.
지역에 따라 조리법은 차이가 있지만 보통 밀가루를 물 섞어 반죽물을 만든다. 강판으로 잘게 간 감자도 반죽물에 넣을 수 있다. 달걀을 넣을 수도 있지만 슬로바키아의 브린조베 할루슈키에는 달걀을 전혀 넣지 않는다. 밀가루와 으깬 감자로도 충분히 걸죽한 반죽물을 만들 수 있다. 전통적으로, 할루슈키를 만드는 데 특별한 도구가 사용되지는 않았다. 도우는 나무도마 위에 얇은 층으로 퍼지게 한 뒤 칼을 사용해 곧바로 끓는 물속으로 떼어 낸다.
반죽물을 구멍난 할루슈키 체에 통과시켜 작고 불규칙한 모양(1/2 X 2-3 cm)의 덤플링(새알심 같은 것)으로 만들 수도 있다. 만든 후에는 버터나 기름을 묻혀서 스튜, 치즈, 베이킨 또는 햄과 함께 먹는다.
브린조베 할루슈키(Bryndzové halušky)는 일상적인 슬로바키아의 전통 요리다. 헝가리에서는 갈루스카를 보통 구야시나 푀르쾰트처럼 고기 스튜와 함께 먹는다. 미국에서의 할루슈키 요리법은 감자 덤플링보다는 달걀 면이 보편화되어 있다.

## 같이 보기
- 뇨키
- 카르토펠클로스
- 파사텔리니